# Brujas de Samlesbury

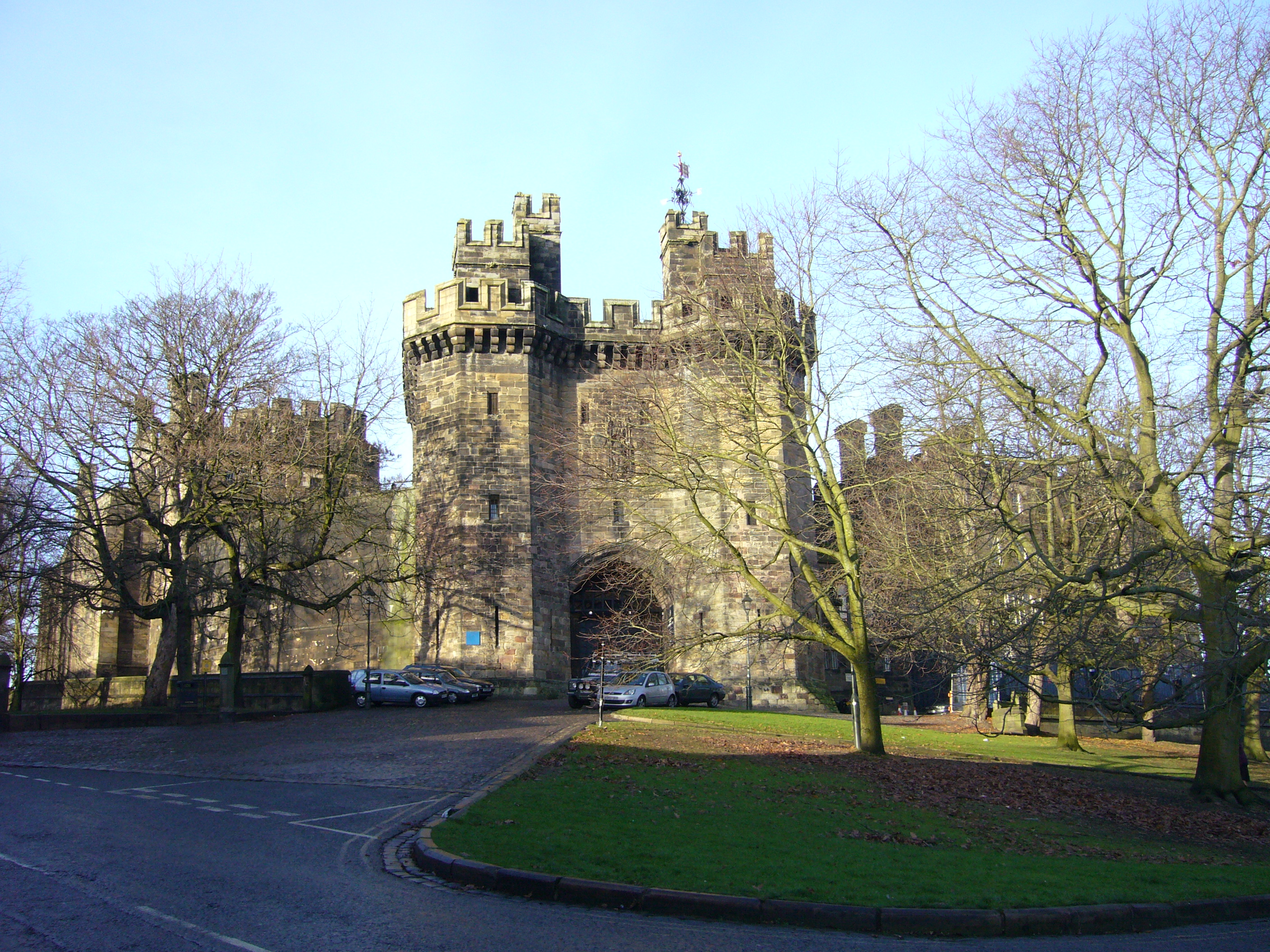
Castillo de Lancaster, donde las brujas de Samlesbury fueron juzgadas en el verano de 1612.

Las Brujas de Samlesbury fueron tres mujeres del pueblo de Samlesbury en Lancashire —Jane Southworth, Jennet Bierley y Ellen Bierley—, acusadas por una muchacha de 14 años, Grace Sowerbutts, de practicar brujería. Su juicio en el Assize de Lancaster en Inglaterra el 19 de agosto de 1612 fue uno en una serie de procesos de brujería llevados a cabo a lo largo de dos días, los cuales se cuentan entre los más famosos en la historia de Inglaterra. Fueron inusuales en la Inglaterra de esa época en dos aspectos: Thomas Potts, funcionario de la corte, publicó los procesos en su obra El maravilloso descubrimiento de las Brujas en el condado de Lancaster; y la cantidad inusualmente alta de acusadas encontradas culpables y colgadas, diez en Lancaster y otras tantas en York. No obstante, las tres brujas de Samlesbury fueron absueltas.
Los cargos contra las mujeres incluían asesinato de niños y canibalismo. En contraste, las otras reas procesadas en el mismo assize, incluyendo a las brujas de Pendle, fueron acusadas de maleficium, es decir, de causar daño por medio de la brujería. El caso contra las tres mujeres colapsó "espectacularmente" cuando Grace Sowerbutts fue expuesta por el juez como «la herramienta perjuradora de un sacerdote católico».
Muchos historiadores, en especial Hugh Trevor-Roper, han sugerido que los juicios de brujas de los siglos XVI y XVII fueron una consecuencia de las luchas religiosas del período, tanto en la Iglesia católica como en la protestante, determinadas a eliminar lo que consideraban como herejía. El juicio de las brujas de Samlesbury es, quizás, un claro ejemplo de tal tendencia; pues ha sido descrito como «una obra de propaganda anticatólica», e incluso como un proceso circense para demostrar que Lancashire, considerada en la época una región salvaje y sin ley, estaba siendo purgada no solo de brujas sino también de "complotadores papistas".

## Antecedentes
El rey Jacobo I, tras la Reforma Escocesa, llegó al trono inglés en 1603. Jacobo había estado fascinado por la brujería y, para inicios de los años 1590, estaba convencido de que las brujas escocesas estaban tramando una conspiración en su contra. Su libro de 1597, Daemonologie, instruía a sus seguidores para que denunciaran y persiguieran a cualquier practicante o allegado a la brujería. En 1604, el año siguiente a la coronación de Jacobo en el trono inglés, fue promulgada una nueva ley relativa a la brujería, Una ley contra la conjuración, brujería y relativa con los espíritus diabólicos y malvados, por la cual se imponía la pena capital por ocasionar daño por medio del uso de la magia o la exhumación de cadáveres para propósitos mágicos. A pesar de ello, Jacobo dudaba de la evidencia presentada en los juicios contra las brujas, incluso al punto de exponer personalmente discrepancias en los testimonios presentados contra algunas brujas acusadas.
Las brujas procesadas vivían en Lancashire, un condado inglés que, a fines del siglo XVI, era visto por las autoridades como una región salvaje y sin ley, «legendaria por sus robos, violencia y laxitud sexual, donde la Iglesia era honrada sin que el común de las personas entendiera sus doctrinas». Desde la muerte de la reina María y el ascenso al trono de su medio hermana Isabel en 1558, los sacerdotes católicos habían sido forzados a esconderse en zonas remotas como Lancashire, donde continuaron celebrando misas en secreto. A inicios de 1612, el año de los juicios, cada juez de paz en Lancashire recibió la orden de compilar una lista de los recusantes en su zona: aquellos que se negaban a asistir a los servicios de la Iglesia de Inglaterra, una ofensa criminal para la época.

### Familia Southworth

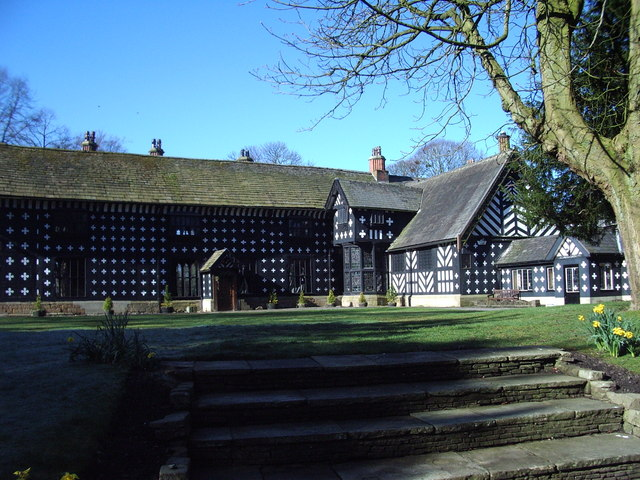
Samlesbury Hall, casa familiar de los Southworths.

La Reforma anglicana del siglo XVI, por la cual la Iglesia de Inglaterra se separó de la autoridad del papa y de la Iglesia católica, dividió a la familia Southworth de Samlesbury. Sir John Southworth, cabeza de familia hasta su muerte en 1595, fue un recusante prominente y había sido arrestado varias veces por su negativa a abandonar su fe católica. Su hijo mayor, también llamado John, se convirtió al anglicanismo, motivo por el cual su padre lo desheredó, pero el resto de la familia se mantuvo firmemente católica.
Una de las brujas acusadas, Jane Southworth, era la viuda del hijo desheredado, John. Las relaciones entre él y su padre no parecen haber sido amigables; según un testimonio brindado por John Singleton, en el cual se refirió a Sir John como su "antiguo Maestro", este último se negó incluso a pasar a la casa de su hijo si podía evitarlo y creía que Jane probablemente había asesinado a su esposo Jane Southworth (Sherburne, de soltera) y John se casaron en torno a 1598 y vivieron desde entonces en Samlesbury Lower Hall. Jane había enviudado pocos meses antes del juicio por brujería en 1612 y contaba con siete hijos.

## Investigaciones
El 21 de marzo de 1612, Alizon Device, quien vivía justo en las afueras de la aldea de Fence en Lancashire, cerca de Pendle Hill, se encontró con John Law, un vendedor ambulante de Halifax, Yorkshire del Oeste, a quien le pidió algunos objetos que este se negó a darle. Pocos minutos después, Law sufrió una apoplejía, de la que culpó a Alizon. Junto con su madre Elizabeth y su hermano James, Alizon fue citada a comparecer ante el magistrado local Roger Nowell el 30 de marzo de 1612. Sobre la base de las evidencias y las confesiones que obtuvo, Nowell decidió que Alizon y otros diez serían juzgados por maleficium (causar daño por medio de la brujería) en los próximos Assizes.
Otros magistrados de Lancashire se enteraron del descubrimiento de brujería en el condado por parte de Nowell y, el 15 de abril de 1612, el juez de paz Robert Holden inició investigaciones en su propia jurisdicción de Samlesbury. Como resultado, ocho personas fueron enviadas al Assize de Lancaster, tres de las cuales —Jane Southworth, Jennet Bierley y Ellen Bierley— fueron acusadas de practicar brujería sobre Grace Sowerbutts, nieta de Jennet y sobrina de Ellen.

## Juicio
El juicio tuvo lugar el 19 de agosto de 1612 ante Sir Edward Bromley, un juez que buscaba ser ascendido a un tribunal de distrito más cerca de Londres y que, por tanto, estaba dispuesto a impresionar al rey Jacobo. Antes de que el juicio se iniciara, Bromley ordenó la liberación de cinco de los ocho reos de Samlesbury, con una advertencia sobre su conducta futura. Las restantes —Jane Southworth, Jennet Bierley y Ellen Bierley— fueron acusadas de usar «diversos actos malvados y diabólicos llamados brujerías, encantamientos, encantos y hechicerías en y sobre Grace Sowerbutts», ante lo que se declararon inocentes. Grace, de 14 años de edad, era la principal testigo de cargo.
Grace fue la primera en entregar evidencia. En su testimonio, sostuvo que tanto su abuela como su tía, Jennet y Ellen Bierley, eran capaces de transformarse en perros y que la habían perseguido y molestado por años. Además, afirmó que la habían transportado a la parte superior de un pajar y en otra ocasión habían intentado persuadirla de que se ahogara. Según Grace, sus familiares la habían llevado a la casa de Thomas Walshman y su esposa, de quienes habían robado un bebé para tomar su sangre. Grace alegó que el niño murió la noche siguiente y que, tras su entierro en la iglesia de Samlesbury, Ellen y Jennet extrajeron el cuerpo y lo llevaron a su casa, donde lo cocinaron, comieron una parte y el resto lo usaron para preparar una pomada que les permitía transformarse.
Grace también declaró que su abuela y tía, con Jane Southworth, asistían a un aquelarre celebrado cada jueves y domingo por la noche en Red Bank, en la orilla norte del río Ribble. En estas reuniones secretas, se encontraban con sujetos (aunque no seres humanos) con quienes comían, bailaban y tenían trato carnal.
Thomas Walshman, el padre del bebé supuestamente asesinado y comido por las acusadas, fue el siguiente testigo en dar evidencias. Confirmó que su hijo había muerto por causas desconocidas alrededor del año de edad. Añadió que Grace Sowerbutts fue encontrada acostada como muerta en el granero de su padre el 15 de abril y no se recuperó hasta el día siguiente. Otros dos testigos, John Singleton y William Alker, confirmaron que Sir John Southworth, suegro de Jane Southworth, se había resistido a ingresar en la casa donde su hijo había vivido, dado que creía que Jane era una «mujer malvada y una bruja».

### Inspecciones
Thomas Potts, el funcionario del Assize de Lancaster, registró que tras escuchar la evidencia muchos de los que estaban en la corte se convencieron de la culpabilidad de las acusadas. Al ser interrogadas por el juez sobre qué respuesta tenían a los cargos presentados contra ellas, Potts registró que "humildemente, cayeron de rodillas con lágrimas en los ojos". Inmediatamente, "el rostro de Grace Sowerbutts cambió"; los testigos "comenzaron a discutir y a acusarse unos a otros" y, finalmente, admitieron que Grace había sido entrenada por un sacerdote católico que llamaron Thompson. Entonces, Bromley comprometió a la muchacha a ser examinada por dos jueces de paz, William Leigh y Edward Chisnal. Al ser interrogada, Grace admitió rápidamente que su historia era falsa y dijo que quien le habían indicado qué decir era el tío de Jane Southworth, Christopher Southworth alias Thompson, un sacerdote jesuita que estaba escondido en la zona de Samlesbury; Southworth era el capellán de Samlesbury Hall, y el tío político de Jane Southworth. Leigh y Chisnal interrogaron a las tres mujeres acusadas en un intento de descubrir pruebas de por qué Southworth podría haber fabricado evidencia en su contra, pero ninguna pudo ofrecer razón alguna, excepto que eran de la Iglesia anglicana.
Después de que las declaraciones fueron leídas en la audiencia, Bromley ordenó al jurado que encontraran no culpables a las acusadas, afirmando que:

Dios las ha liberado más allá de todas las expectativas. Ruego a Dios que puedan utilizar esta merced y favorecerse así, y tener cuidado en no caer en lo sucesivo: Y así, la corte debe ordenar que deben ser liberadas.

Potts concluye su registro del juicio con las palabras: «Así pues, fueron estas pobres criaturas inocentes, por el gran cuidado y preocupación de este honorable juez, liberadas del peligro de esta conspiración; esta práctica sangrienta del sacerdote fue expuesta».

## El maravilloso descubrimiento de las Brujas en el condado de Lancaster

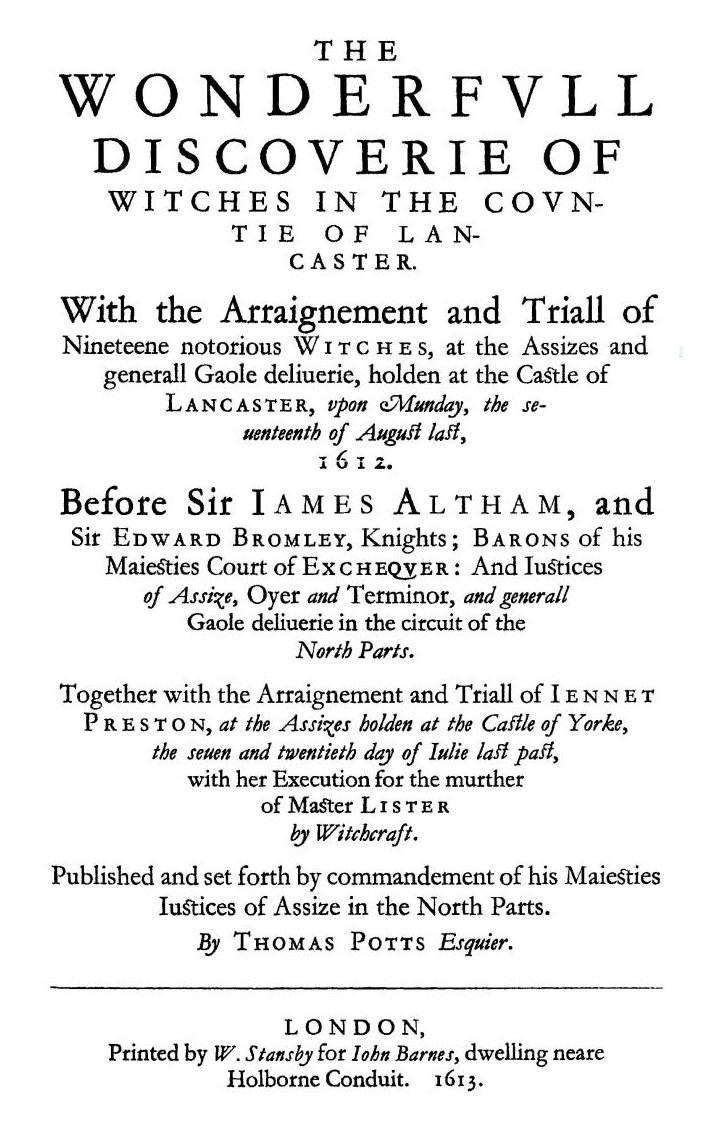
Portada de la edición original publicada en 1613.

Casi todo lo que se sabe sobre los juicios proviene de un informe de las actuaciones escrito por Thomas Potts, el funcionario de la audiencia penal de Lancaster. Potts recibió instrucciones de escribir su informe y completó el trabajo el 16 de noviembre de 1612. Bromley revisó y corrigió el manuscrito antes de su publicación en 1613, declarando que era "verdaderamente informado" y "conforme y de valor que fuera publicado". Aunque está escrito aparentemente como un relato al pie de la letra, el libro no es un informe de lo que realmente se dijo en el juicio, sino una reflexión sobre lo que pasó;. sin embargo, Potts «parece dar un informe confiable, aunque no completo, de un proceso de brujería en un Assize, siempre que el lector sea consciente de su uso de material escrito en lugar de actas literales».
En su introducción al juicio, Potts escribe: "Así hemos dejado a las brujas Graund del bosque de Pendle a la buena consideración de un jurado muy suficiente." Para entonces, Bromley había escuchado las acusaciones contra las tres brujas de Pendle que habían confesado su culpabilidad, pero aún tenía que hacer frente a las demás, que mantenían su inocencia. Sabía que el único testimonio en contra de ellas provenía de una niña de nueve años de edad y que el rey Jacobo había advertido a los jueces que examinaran cuidadosamente las pruebas presentadas contra las acusadas de brujería, alertando contra la credulidad. En su conclusión del informe del juicio, Potts sostiene que se interpuso en la secuencia esperada "por orden y mandamiento especial", presumiblemente de los jueces. Después de haber declarado culpables y condenado a muerte a tres brujas, Bromley puede haber sido partidario de evitar cualquier sospecha sobre la credibilidad mediante la presentación de su "exposición magistral" de las pruebas presentadas por Grace Sowerbutts, antes de volver su atención hacia el resto de las brujas de Pendle.

## Interpretación moderna

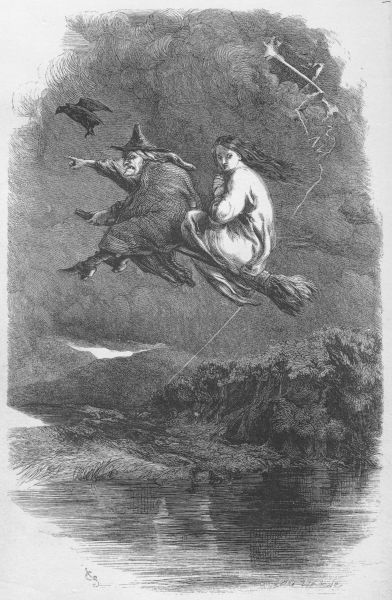
La brujas de Lancashire, John Gilbert,1848.

Pott declara que “este condado de Lancashire [...] ahora puede decirse que de forma legal está repleto de brujas de diversos tipos como seminarios, jesuitas y papistas”, y describe al mismo tiempo que las tres mujeres acusadas alguna vez habían sido “papistas obstinadas, que ahora venían a la Iglesia”. Los jueces indudablemente tenían un gran interés en ser considerados por el Rey James, la cabeza del poder judicial, por haber tratado con determinación a recusantes católicos así como casos relacionados con la brujería, las cuales eran las “dos mayores amenazas para la orden jacobea en Lancashire”. Las autoridades sospechaban que Samlesbury Hall, la casa familiar de los Southworths, servía de refugio para los sacerdotes católicos, así que se mantuvo vigilada en secreto por el gobierno por un tiempo considerable, hasta el juicio de 1612. Quizá JP Robert Holden se hallaba parcialmente motivado en sus investigaciones por un deseo de “ahuyentar a su capellán jesuita”, Christopher Southworth.

### Consecuencias
Bromley logró su deseado ascenso en 1616. En 1615, Potts obtuvo del rey Jacobo la guardianía del Parque Skalme para alimentar y entrenar a los perros de caza del rey. En 1618, se le dio la responsabilidad de "recoger los decomisos por las leyes relativas a las alcantarillas, durante veintiún años". El hijo mayor de Jane Southworth, Thomas, eventualmente heredó la propiedad de su abuelo en Samlesbury Hall.